# 四維路 (內埔鄉)
四維路（Sihwei Rd.）是屏東縣內埔鄉南端的南北向主要道路，本道路行經羅康圈部落，全線屬縣道187號。起端於學人路口，前端與屬台1線屏鵝公路共線。末端接萬巒大橋往南跨越東港溪至萬巒鄉。為內埔鄉往來萬巒鄉的重要道路。

## 行經行政區域
- 內埔鄉

## 沿線設施
（由北至南）
- 台灣中油一陽加油站（學人路76號）
- 羅康圈五穀宮（四維路23號）
- 內埔觀音寺
- 羅康圈橋
- 萬巒大橋

## 本道路交通
- 屏東客運
  - 8236 屏東－內埔－萬巒－佳佐
  - 8238 屏東－內埔－萬巒－潮州